# 蓬萊站 (江若鐵道)
蓬萊站（日语：／ Hōrai eki */?）是位於滋賀縣滋賀郡志賀町大字八屋戶（現時：大津市八屋戶），江若鐵道的鐵路車站（廢站）。

## 歴史
在1926年（大正15年）、江若鐵道和邇站至近江木戶站之間開通，此站啟用。當時車站名為比良口站（日语：／）。從開業起，此站便成為了比良山地的登山口（途中經過蓬萊山）。車站名稱在1941年（昭和16年）改為蓬萊站。
在1965年（昭和40年），位於蓬萊山以滑雪場為主的遊樂設施「產經Valley」（在1968年改名為琵琶湖Valley）開幕。當時蓬萊站是最近該設施的車站。此站至產經Valley山腳之間設有聯絡巴士行走。當時販賣了一種聯絡車票，當中包含江若鐵道、聯絡巴士和場內的運輸設施「移動的登山路」滑道車。
江若鐵道在1969年（昭和44年）10月31日結束營業，車站在翌日11月1日廢除。

### 年表
- 1926年（大正15年）4月11日：江若鐵道和邇至近江木戶之間開通，比良口站啟用。當時車站位於滋賀郡木戶村（日语：木戸村 (滋賀県)）[7][8]。
- 1941年（昭和16年）：改名為蓬萊站[7]。
- 1965年（昭和40年）：在車站附近的產經Valley開幕[3]。
- 1969年（昭和44年）11月1日：車站被廢除[7]。

## 車站構造
蓬萊站內設有客運和貨運業務（一般車站）。站內只有1面1線的單式月台。當初此站設有列車交會設備。後來把側線撤走後，便不能進行列車交會。
此站最接近產經Valley，因此站內掛上了許多宣傳用的小旗。車站位於較高處，從檢票口可遠眺琵琶湖。
車站名稱的日文寫法為，但是月台和站舍中的站名牌上，車站的日文寫法為。

## 使用狀況
以下為開業起數年之間的一年上下車人次和貨物起卸量：
| 一年客量和貨物起卸量： | 一年客量和貨物起卸量： | 一年客量和貨物起卸量： | 一年客量和貨物起卸量： | 一年客量和貨物起卸量： | 一年客量和貨物起卸量： |
| 年                     | 旅客                   | 旅客                   | 貨物                   | 貨物                   | 參考資料               |
| 年                     | 乘車                   | 下車                   | 發送                   | 到達                   | 參考資料               |
| ---------------------- | ---------------------- | ---------------------- | ---------------------- | ---------------------- | ---------------------- |
| 1931年                 | 14,541人               | 14,702人               | 195公噸                | 339公噸                | [ 13 ]                 |
| 1934年                 | 14,850人               | 15,384人               | 368公噸                | 110公噸                | [ 14 ]                 |
| 1935年                 | 14,627人               | 15,042人               | 84公噸                 | 129公噸                | [ 15 ]                 |
| 1936年                 | 16,100人               | 16,372人               | 53公噸                 | 131公噸                | [ 16 ]                 |

## 車站周邊
車站周邊被樹木包圍。車站鄰近比良山地的山脈，從車窗可看見山上產經Valley的滑道車。該滑道車在此站廢除後的1975年（昭和50年）也被廢除。
在車站廢除後，湖西線在此站遺址設置了蓬萊站。此站與附近路軌遺址都變為湖西線的用地，已經看不見車站痕跡。

## 相鄰車站
江若鐵道
江若鐵道線
和邇－蓬萊－近江木戶
- 在此站與近江木戶站之間，路線途經木戶川隧道，在隧道上方為木戶川（懸河）。

## 注腳
1. 1 2 3 4 5 6 7  江若鉄道の思い出，第58頁.
2. 1 2 3 4  レイル，第82頁.
3. 1 2  江若鉄道の思い出，第59頁.
4. 1 2  江若鉄道の思い出，第60頁.
5. ↑  江若鉄道の思い出，第75頁.
6. ↑  江若鉄道の思い出，第124頁.
7. 1 2 3 4  今尾 2008，第31–32頁.
8. ↑  「地方鉄道運輸開始」《官報》1926年4月15日（國立國會圖書館數碼化資料）
9. 1 2 3  竹内 1967.
10. 1 2  寺田 2010，第10頁.
11. ↑  レイル，第79頁.
12. 1 2 3  レイル，第83頁.
13. ↑  《滋賀縣統計全書》昭和6年版（國立國會圖書館數碼化資料）
14. ↑  《滋賀縣統計全書》昭和9年版（國立國會圖書館數碼化資料）
15. ↑  《滋賀縣統計全書》昭和10年版（國立國會圖書館數碼化資料）
16. ↑  《滋賀縣統計全書》昭和11年版（國立國會圖書館數碼化資料）
17. ↑  寺田 2010，第25頁.
18. ↑  江若鉄道の思い出，第61頁.

## 相關項目
- 日本鐵路車站列表 Ho

## 外部連結
- 大津的舊照片 （页面存档备份，存于）（日語） - 大津市歷史博物館（日语：大津市歴史博物館）內的影像資料庫。當中上載了志賀町公所所拍攝此站的照片。